# Megan Craig (Squashspielerin)
Megan Craig (* 11. Dezember 1992 in Blenheim) ist eine ehemalige neuseeländische Squashspielerin.

## Karriere
Megan Craig begann 2009 ihre Karriere und gewann neun Titel auf der PSA World Tour. Ihre höchste Platzierung in der Weltrangliste erreichte sie im Juli 2015 mit Rang 39. Bei den Weltmeisterschaften 2013 und 2015 stand sie im Hauptfeld und schied in der ersten Runde aus. Mit der neuseeländischen Nationalmannschaft nahm sie 2014 und 2016 an der Weltmeisterschaft teil. Sie gehörte außerdem bei den Commonwealth Games 2014 zum neuseeländischen Kader. Im Einzel erreichte sie das Achtelfinale, im Doppel schied sie an der Seite von Kylie Lindsay in der Gruppenphase aus. Im selben Jahr wurde sie neuseeländische Meisterin, ebenso nochmals 2016.

## Erfolge
- Gewonnene PSA-Titel: 9
- Neuseeländischer Meister: 2014, 2016